# Mangan
 Der er for få eller ingen kildehenvisninger i denne artikel, hvilket er et problem. Du kan hjælpe ved at angive troværdige kilder til de påstande, som fremføres i artiklen.

Mangan (af fransk: manganèse, "sort magnesia") er det 25. grundstof i det periodiske system og har det kemiske symbol Mn: Under normale temperatur- og trykforhold optræder dette overgangsmetal som et temmelig hårdt metal, der minder om jern, men er langt mere "sprødt" og skrøbeligt.

## Kemiske egenskaber
Mangan reagerer ikke med atmosfærisk luft, fordi overfladen danner et oxidlag, der hindrer luftens adgang til metallet inde under. Det reagerer langsomt med vand, men opløses let i syrer.
I kemiske forbindelser optræder mangan normalt med oxidationstrinnene +2, +3, +4, +6 og +7, men mangan kendes også i oxidationstrinene 0, +1 og +5. Forbindelser med mangan i oxidationstrin +7, for eksempel kaliumpermanganat, er stærke oxidationsmidler.

## Tekniske anvendelser
Mangan spiller en afgørende betydning for produktion af jern og stål, hvor det fikserer svovl, fjerner ilt og bidrager til at gøre stål rustfrit, hårdt og slidstærkt — mellem 85 og 90 procent af manganproduktionen går til dette formål.
Almindeligt glas har normalt en svagt grønlig farve, der skyldes urenheder af jern. Mangan virker som et violet farvestof med komplementærfarven til glassets grønne farve. Ved at tilsætte små mængder mangan "ophæver" de to farver hinanden, og glasset ser helt farveløst ud. Tilsættes større mængder mangan, får man violet glas.
Mangan bruges også i benzin til at justere oktantallet og i den organiske kemi til at oxidere visse alkoholer. Brunsten (Mangan(IV)oxid; MnO2) er et brunt farvestof, der har været brugt som maling af mennesker i 17.000 år og indgår i en tidlig type elektrisk batteri; brunstensbatteriet.

## Forekomst og udvinding
Mangan optræder i naturen primært som mineralet pyrolusit (MnO2) og i mindre grad i form af rhodochrosit (MnCO3); langt de fleste (80 %) af jordens kendte manganressourcer findes i Sydafrika og Ukraine, men også Kina, Australien, Brasilien, Gabon, Indien og Mexico råder over væsentlige forekomster.
Klumper af mangan, mamgan-boller eller figner, findes på havbunden i Østersøen og i oceanerne.
Mangan udvindes ved minedrift i Burkina Faso og Gabon. Dertil findes der enorme mængder mangan i form af noduler (en slags "sten") på bunden af verdenshavene. Indtil 1970'erne forsøgte man forgæves at finde en økonomisk rentabel måde at udnytte denne mangankilde.
Metallisk mangan fremstilles hovedsageligt ved elektrolyse på opløsninger af mangan(II)sulfat. Man kan også isolere mangan ved at opvarme brunsten sammen med aluminium eller silicium, men det bruges langt fra i samme omfang som elektrolysemetoden.

## Historie
Mangan og manganholdige forbindelser har været brugt af mennesker i 17.000 år. Egypterne og romerne brugte mangan til at fjerne eller tilføje farve i glas, og stoffet kan spores i de jernmalme, som spartanerne brugte — spartanernes jern var ekstremt hårdt, hvilket måske kan skyldes, at spartanerne uforvarende er kommet til at lave en legering af jern og mangan.
I det 17. århundrede fremstillede den tyske kemiker Johann Glauber for første gang kaliumpermanganat; et nyttigt stof i kemilaboratoriet, da det kan bruges til at oxidere mange andre forbindelser. I midten af det 19. århundrede brugte man brunsten til at fremstille klor.
Den svenske kemiker Carl Wilhelm Scheele var den første, der fandt ud af, at mangan er et grundstof, men det var hans kollega, svenskeren Johan Gottlieb Gahn, der i 1774 for første gang isolerede metallisk mangan ved at reducere brunsten med kul. Ved begyndelsen af det 19. århundrede begyndte videnskaben at udforske mangans egenskaber i forbindelse med stålfremstilling, og et patent på denne anvendelse blev udstedt. I 1816 fandt man ud af, at når jern tilsættes mangan, bliver det hårdere uden samtidig at blive mere skrøbeligt.

## Mangan i biologien
Der er for få eller ingen kildehenvisninger i dette afsnit, hvilket er et problem. Du kan hjælpe ved at angive troværdige kilder til de påstande, som fremføres.

Mangan i små mængder er livsvigtig for en lang række organismer, bl.a. fordi det spiller en rolle for en mængde enzymers funktion. På den anden side er for meget mangan stærkt skadeligt. Briten James Couper blev i 1837 opmærksom på, at mennesker, der udsættes for store mængder mangan (f.eks. i forbindelse med minedrift), udvikler noget, der minder om Parkinsons sygdom.
Mangan er et mikronæringsstof, det vil sige, at planter ikke skal bruge særlig store mængder mangan for at gro. Til gengæld er den meget lille mængde mangan yderst afgørende for planterne. Får de ikke den mængde, forsvinder planternes stivhed, og de står slappe og slatne tilbage. Manganmangel ses oftest i meget løs, let og sandet jord. 
Mangan findes som oftest i manganmolekyler, Mn2. Ellers går det nogle gange sammen med oxygen og danner MnO2, manganoxid.
Alle former for naturgødning indeholder mangan. Derfor kan manganmangel stoppes med naturgødning. Herunder ses et skema over forskellige naturgødningsformers manganindhold. 

Indholdet af mangan i husdyrgødning fremgår af følgende tabel:
| Gødningstype          | Gram mangan pr. ton |
| --------------------- | ------------------- |
| Kvæg, fast gødning    | 42                  |
| Kvæg, gylle           | 16                  |
| Svin, fast gødning    | 58                  |
| Svin, gylle           | 11                  |
| Fjerkræ, fast gødning | 154                 |
| Mink, fast gødning    | 105                 |
| Mink, gylle           | 23                  |

Der er stor forskel på de forskellige afgrøders afhængighed af mangan. Herunder følger et skema med overblik over forskellige afgrøders følsomhed over for manganmangel.
Meget følsomme 	Middel 	Tolerante 
Vinterbyg, havre, vårbyg, bønner, spinat, sukkerroer. 	Vinterhvede, kløver og lucerne, raps, ærter, kål, kartofler. 	Majs, vinterrug, græs. 
Det er forskelligt fra plante til plante, hvilke symptomer de udviser ved manganmangel. Men som udgangspunkt bliver planterne mere ”slappe”, de kan ikke selv stå, og mellem plantenerverne bliver der en gullig farve. Manganmangel kan forebygges på langt sigt ved at bruge så lidt kalk som overhovedet muligt. Hvis man endelig skal overkalke marken for at undgå sur jord, skal det ske med små mængder. 

## Isotoper af mangan
Naturligt forekommende mangan består af én stabil isotop; mangan-55. Hertil kender man 18 radioaktive isotoper, hvoraf mangan-54 er den mest "sejlivede" med en halveringstid på 3,7 millioner år. De øvrige radioaktive isotoper har alle halveringstider under et år.[kilde mangler]

## Eksterne links og henvisninger
1. ↑  Tyskland vil hente metal i dybhavet. Ingeniøren 2009
2. ↑  Vast Bed of Metal Balls Found in Deep Sea. Livescience 2015